# شهرستان آستارا
شهرستان آستارا از شهرستان‌های ساحلی استان گیلان در شمال ایران است. مرکز این شهرستان، شهر آستارا است. این شهرستان با کشور جمهوری آذربایجان همسایه است. بیشتر مردم این شهرستان به زبان ترکی آذربایجانی صحبت می‌کنند، همچنین زبان تالشی و زبان فارسی نیز در این شهرستان رواج دارد. در مناطق کوهپایه‌ای شهرستان نظیر عنبران محله و دهستان حیران مردمان به زبان تالشی صحبت می‌نمایند. شغل اکثر مردم شهرستان آستارا صادرات یا واردات کالا از جمهوری آذربایجان و کشاورزی است. همچنین این شهرستان همه ساله به خصوص در فصل‌های بهار و تابستان میزبان گردشگران بسیاری است که از شهرهای مختلف ایران و کشورهای قفقاز به این شهرستان مسافرت می‌کنند. وجود بازارچه ساحلی، پاساژهای متعدد نیز باعث رونق وضعیت اقتصادی این شهرستان شده است. وسعت این شهرستان ۳۴۰ کیلومتر مربع است.

## تقسیمات کشوری
شهر: آستارا
- بخش مرکزی شهرستان آستارا
  - دهستان حیران
  - دهستان ویرمونی

شهر: لوندویل
- بخش لوندویل
  - دهستان چلوند
  - دهستان لوندویل

## تاریخچه
منطقه آستارا در دوران صفوی مرکز حاکم‌نشین تالش و تابع ولایت گیلان بود. در سال ۱۱۳۵ ه‍.ق که ولایت گیلان به اشغال روسیه درآمد، آستارا نیز تحت حاکمیت نظامیان روسی درآمد. با ظهور نادرشاه و انعقاد عهدنامه رشت بین ایران و روسیه در سال ۱۱۴۴ ه‍.ق، مناطق شمالی ایران از ارتش روسیه تخلیه شده و مجدداً حاکمیت محلی در منطقه از جمله در آستارا احیا شد. پس از کشته‌شدن نادرشاه در سال ۱۱۶۰ ه‍.ق، آستارا مرکز یک حکومت نیمه‌مستقل به نام خان‌نشین تالش شد که دوام زیادی نداشت و مرکز خان‌نشین تالش به لنکران منتقل شد. پیامدهای جنگ‌های ایران و روسیه در دوره قاجار، تغییرات جدیدی در منطقه پدید آورد. انعقاد عهدنامه ترکمانچای در شعبان ۱۲۴۳ ه‍.ق/ اسفند ۱۲۰۶ ه‍.ش موجب جدایی نیمهٔ شمالیِ سرزمین تالش از ایران شده و نیمهٔ جنوبیِ تالش، از جمله آستارا، در اختیار نایب‌السلطنه عباس میرزا حکمران آذربایجان قرار گرفت. قسمتی از تالش جنوبی بین خان‌های محلی گیلان به صورت تیول تقسیم شده و مابقی به ایالت آذربایجان ضمیمه شد. بنابراین آستارا از اواخر پادشاهی فتحعلی‌شاه در ترکیب ایالت آذربایجان محسوب می‌گردید که این وضعیت تا پایان دوران قاجار ادامه پیدا کرد.
در دوره دوم مجلس شورای ملی و به تاریخ صفر ۱۳۲۸ ه‍.ق/ اسفند ۱۲۸۸ ه‍.ش، اهالی آستارا با ارسال طومارهایی به مجلس، خواستار جدا شدن آستارا از ایالت آذربایجان و الحاق به ولایت گیلان شدند. این درخواست مورد موافقت وزارت داخله قرار نگرفت. مردم آستارا در فروردین ۱۳۱۱ نیز تقاضای الحاق به گیلان را از طریق ارسال طومار به دربار پیگیری کردند که این تلاش نیز ناکام ماند. از سال ۱۳۱۶ و براساس قانون تقسیمات کشوری، بخش آستارا به‌عنوان یکی از بخش‌های تابعهٔ شهرستان اردبیل از استان سوم (آذربایجان شرقی) تعیین شد.
در آبان ۱۳۲۹، پیشنهاد وزارت کشور مبنی بر جدا شدن بخش آستارا از شهرستان اردبیل و پیوستن آن به شهرستان خمسهٔ طوالش به تصویب هیئت دولت رسید اما این مصوبه دوام نداشت و یک ماه بعد باطل شد. سرانجام در مهر ۱۳۳۷، بخش آستارا به یکی از شهرستان‌های مستقل استان سوم (آذربایجان شرقی) ارتقا پیدا کرد و در خرداد ۱۳۳۹ به استان یکم (گیلان) ملحق گردید.
از دوره بیستم مجلس شورای ملی، شهرستان آستارا دارای نماینده مستقل در قوه مقننه بوده است.

## فهرست فرمانداران
از ابتدای دوران پهلوی تا قبل از تأسیس فرمانداری در سال ۱۳۳۷، آستارا توسط یک بخشدار اداره می‌شد.
- پاشا بهزادی
- غلامحسین رحمانی (از سوی حکومت خودمختار آذربایجان)
- باقر منصوری: از بهمن ۱۳۲۹[۱۷] تا ؟
- جورابچی: حوالی سال ۱۳۳۴.[۱۸]
- احمد اکبر: ؟ تا ۱۳۳۷.[۱۹]

فرمانداران از سال ۱۳۳۷ تا سال ۱۳۶۸
- روحی: از ۱۳۳۷ تا تیر ۱۳۳۸.[۱۹]
- سیف‌الله رزاقی:[۲۰] از تیر ۱۳۳۸[۱۹] تا ؟
- پیشوایی: حوالی سال‌های ۱۳۴۱ و ۱۳۴۳.[۲۱]
- بوند (سرپرست فرمانداری): سال ۱۳۴۳.[۲۱]
- مهرداد نادری: حوالی سال‌های ۱۳۵۲[۲۲] و ۱۳۵۴.
- تراب‌زاده: سال‌های ۱۳۵۴ تا ۱۳۵۷.[۲۳]
- محمود ارشیا (سرپرست فرمانداری): سال ۱۳۵۸.[۲۴]
- حمید جمشیدی: از آذر ۱۳۵۸.[۲۴]
- محمود ارشیا: حوالی سال ۱۳۵۹.[۲۵]
- آقایی: حوالی سال‌های ۱۳۶۰[۲۶] و ۱۳۶۲.[۲۵]
- امیری: حوالی سال ۱۳۶۴.[۲۷]

پس از سال ۱۳۶۸
| فرماندار        | فرماندار                 | محل تولد      | آغاز تصدی      | پایان تصدی      | استاندار           | استاندار      | منبع   |
| --------------- | ------------------------ | ------------- | -------------- | --------------- | ------------------ | ------------- | ------ |
|                 | حسن رضایی                | مشهد          | ۹ اسفند۱۳۶۸    | شهریور/مهر۱۳۷۲  |                    | علیرضا تابش   | [ ۲۸ ] |
|                 | حسن رضایی                | مشهد          | ۹ اسفند۱۳۶۸    | شهریور/مهر۱۳۷۲  | سید علی‌اکبر طاهایی |               | [ ۲۸ ] |
|                 | اسماعیل هادی‌پور          | صومعه‌سرا      | شهریور/مهر۱۳۷۲ | ۲۳ دی۱۳۷۲       | [ ۲۹ ]             |               |        |
| ۲۳ دی۱۳۷۲       | اسماعیل هادی‌پور          | صومعه‌سرا      | شهریور/مهر۱۳۷۴ | [ ۳۰ ] [ ۳۱ ]   |                    |               |        |
|                 | عبدالرضا بی‌آزار          | رودسر         | شهریور/مهر۱۳۷۴ | دی/بهمن۱۳۷۹     | [ ۳۲ ] [ ۳۳ ]      |               |        |
|                 | عبدالرضا بی‌آزار          | رودسر         | شهریور/مهر۱۳۷۴ | دی/بهمن۱۳۷۹     | علی صوفی           |               |        |
|                 | محمد اخوان بازارده       | لنگرود        | دی/بهمن۱۳۷۹    | تیر۱۳۸۳         | [ ۳۴ ]             |               |        |
|                 | محمد اخوان بازارده       | لنگرود        | دی/بهمن۱۳۷۹    | تیر۱۳۸۳         | مسعود سلطانی‌فر     |               |        |
|                 | علی پاینده               | ؟             | تیر۱۳۸۳        | بهمن۱۳۸۴        | [ ۳۵ ]             |               |        |
|                 | عسگر حسنی‌پورسرپرست       | لاهیجان       | ۵ بهمن۱۳۸۴     | اسفند۱۳۸۴       |                    | علی عبداللهی  | [ ۳۶ ] |
|                 | مرتضی طالبی              | رودبار        | اسفند۱۳۸۴      | ۱۳ آبان۱۳۸۷     | [ ۳۷ ]             | علی عبداللهی  |        |
|                 | مرتضی طالبی              | رودبار        | اسفند۱۳۸۴      | ۱۳ آبان۱۳۸۷     | روح‌الله قهرمانی    |               |        |
|                 | کیوان اسدپور             | تالش          | ۱۳ آبان۱۳۸۷    | ۲۳ بهمن۱۳۹۲     | [ ۳۸ ]             |               |        |
|                 | کیوان اسدپور             | تالش          | ۱۳ آبان۱۳۸۷    | ۲۳ بهمن۱۳۹۲     | مهدی سعادتی        |               |        |
|                 | کیوان اسدپور             | تالش          | ۱۳ آبان۱۳۸۷    | ۲۳ بهمن۱۳۹۲     | کیهان هاشم‌نیا      |               |        |
|                 | سیروس شفقی               | تالش          | ۲۳ بهمن۱۳۹۲    | ۵ دی۱۳۹۵        |                    | محمدعلی نجفی  | [ ۳۹ ] |
|                 | محمدمهدی مظفریسرپرست     | املش          | ۵ دی۱۳۹۵       | ۴ اسفند۱۳۹۵     | [ ۴۰ ]             | محمدعلی نجفی  |        |
|                 | یونس رنجکش کیسمی         | آستانه اشرفیه | ۴ اسفند۱۳۹۵    | ۲۹ دی۱۳۹۷       | [ ۴۱ ]             | محمدعلی نجفی  |        |
|                 | یونس رنجکش کیسمی         | آستانه اشرفیه | ۴ اسفند۱۳۹۵    | ۲۹ دی۱۳۹۷       | [ ۴۱ ]             | مصطفی سالاری  |        |
|                 | حسن رستم‌زاد              | ایلام         | ۲۹ دی۱۳۹۷      | ۲۱ تیر۱۳۹۹      | [ ۴۲ ]             |               |        |
|                 | حسن رستم‌زاد              | ایلام         | ۲۹ دی۱۳۹۷      | ۲۱ تیر۱۳۹۹      | [ ۴۲ ]             | ارسلان زارع   |        |
|                 | رضا جمشیدی سه‌ساریسرپرست  | صومعه‌سرا      | ۲۱ تیر۱۳۹۹     | ۱۶ شهریور۱۳۹۹   | [ ۴۳ ]             |               |        |
|                 | عباس صابر                | ؟             | ۱۶ شهریور۱۳۹۹  | ۱ تیر۱۴۰۰       | [ ۴۴ ]             |               |        |
|                 | سید سعید میرقربانیسرپرست | ؟             | ۶ تیر۱۴۰۰      | ۲۹ دی۱۴۰۰       | [ ۴۵ ]             |               |        |
|                 | عنایت رضایی‌پور نودهی     | رودبار        | ۲۹ دی۱۴۰۰      | ۱۵ اسفند۱۴۰۰    |                    | اسدالله عباسی | [ ۴۶ ] |
| ۱۵ اسفند۱۴۰۰    | عنایت رضایی‌پور نودهی     | رودبار        | ۳ مرداد۱۴۰۲    | [ ۴۷ ]          |                    | اسدالله عباسی |        |
|                 | محمدرضا شهاب‌زاده         | رودسر         | ۳ مرداد۱۴۰۲    | ۲۱ شهریور۱۴۰۲   | [ ۴۸ ]             | اسدالله عباسی |        |
| ۲۱ شهریور۱۴۰۲   | محمدرضا شهاب‌زاده         | رودسر         | ۱۴ اسفند۱۴۰۳   | [ ۴۹ ]          |                    | اسدالله عباسی |        |
|                 | علی درمانی شکردشت        | تالش          | ۱۴ اسفند۱۴۰۳   | ۳۱ اردیبهشت۱۴۰۴ |                    | هادی حق‌شناس   | [ ۵۰ ] |
| ۳۱ اردیبهشت۱۴۰۴ | علی درمانی شکردشت        | تالش          | در حال تصدی    | [ ۵۱ ]          |                    | هادی حق‌شناس   |        |

تعویض پیاپی فرمانداران و انتصاب پرتعداد سرپرستان فرمانداری در اواخر دههٔ ۱۳۹۰ موضوعی چالش‌برانگیز بود.

## جغرافیا
شهرستان آستارا از شمال با کشور جمهوری آذربایجان، از غرب به شهرستان نمین (استان اردبیل)، از جنوب به شهرستان طوالش همسایه است. همچنین از شمال به رودخانه مرزی آستاراچای، از جنوب به رود قره‌سو و از غرب به کوه‌های تالش محدود می‌شود.

## گردشگری
آستارا با داشتن جاذبه‌های گردشگری متعدد در تمامی فصول سال میزبان تعداد زیادی از مسافرین ایرانی و گردشگران خارجی به خصوص از حوزه قفقاز می‌باشد. منطقه نمونه گردشگری حیران، جنگل فندقلو، ساحل صدف، طرح شناگاه سفیر امید و نیز بازارچه ساحلی، چشمه آبگرم 'کوته کومه' و علی داشی در گیلده، تالاب استیل، پناهگاه حیات وحش لوندویل و… که باعث شده است سالانه در حدود شش میلیون نفر از ایرانیان و بالغ بر ششصد هزار نفر از کشورهای خارجی از این شهر دیدن کنند.

### اماکن گردشگری
- آبشار لاتون
- تله کابین حیران
- گردنه حیران
- پناهگاه حیات وحش لوندویل
- باغ پرندگان آستارا
- کوته کومه
- تالاب استیل
- آستاراچای
- پارک جنگلی بی‌بی یانلو
- ساحل صدف
- جنگل فندقلو
- باغ ملی
- باغ چای عباس‌آباد
- بهشت کاکتوس‌ها
- کوه اسپیناس
- ساحل شریعتی
- آسیو شوان (آسیاب آبی)
- چشمه آب گرم علی داشی
- پیست کارتینگ حیران
- سورتمه (حیران)

چشم‌اندازی از طبیعت حومهٔ آستارا.
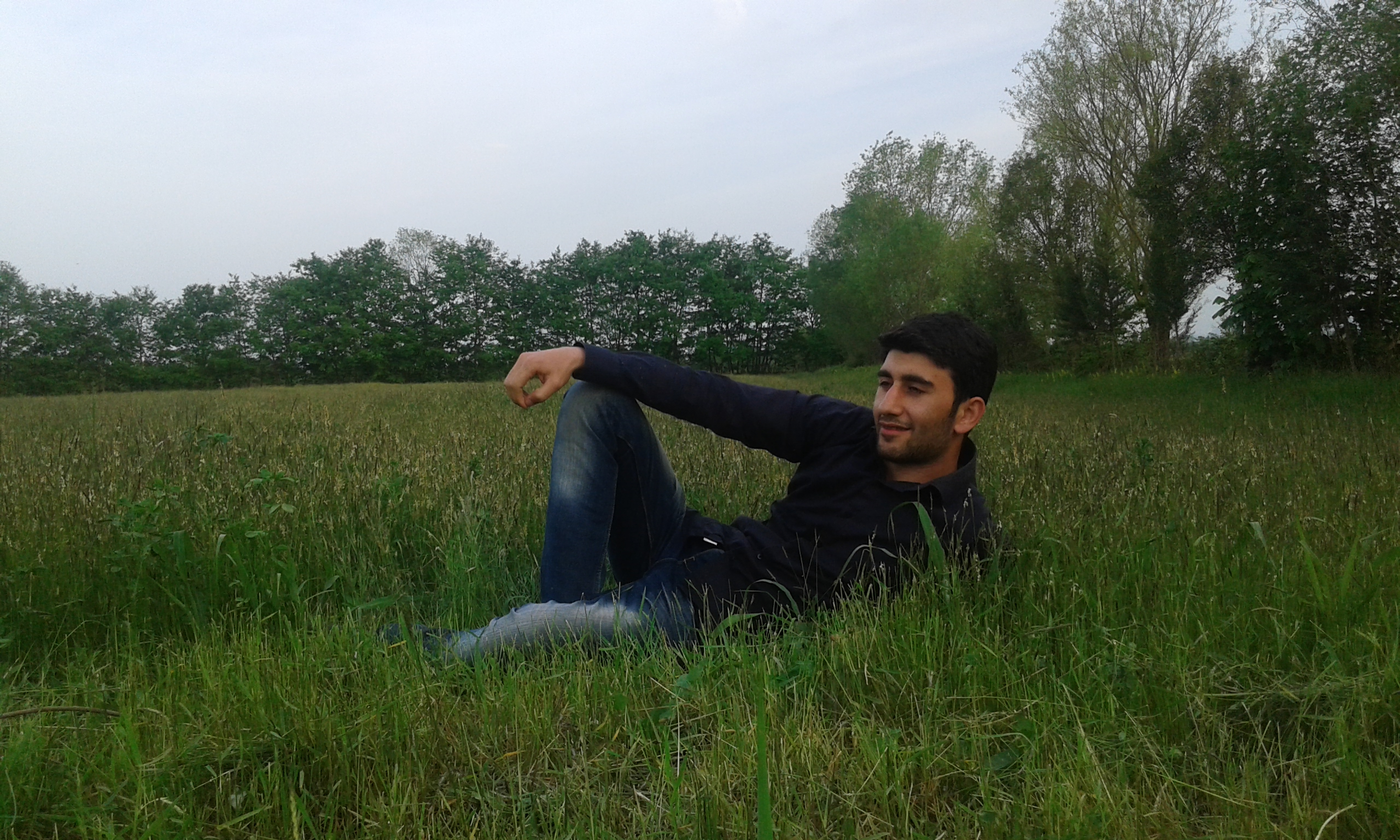
خانه‌هایی با بام‌های سفالین در کنار مرداب آستارا
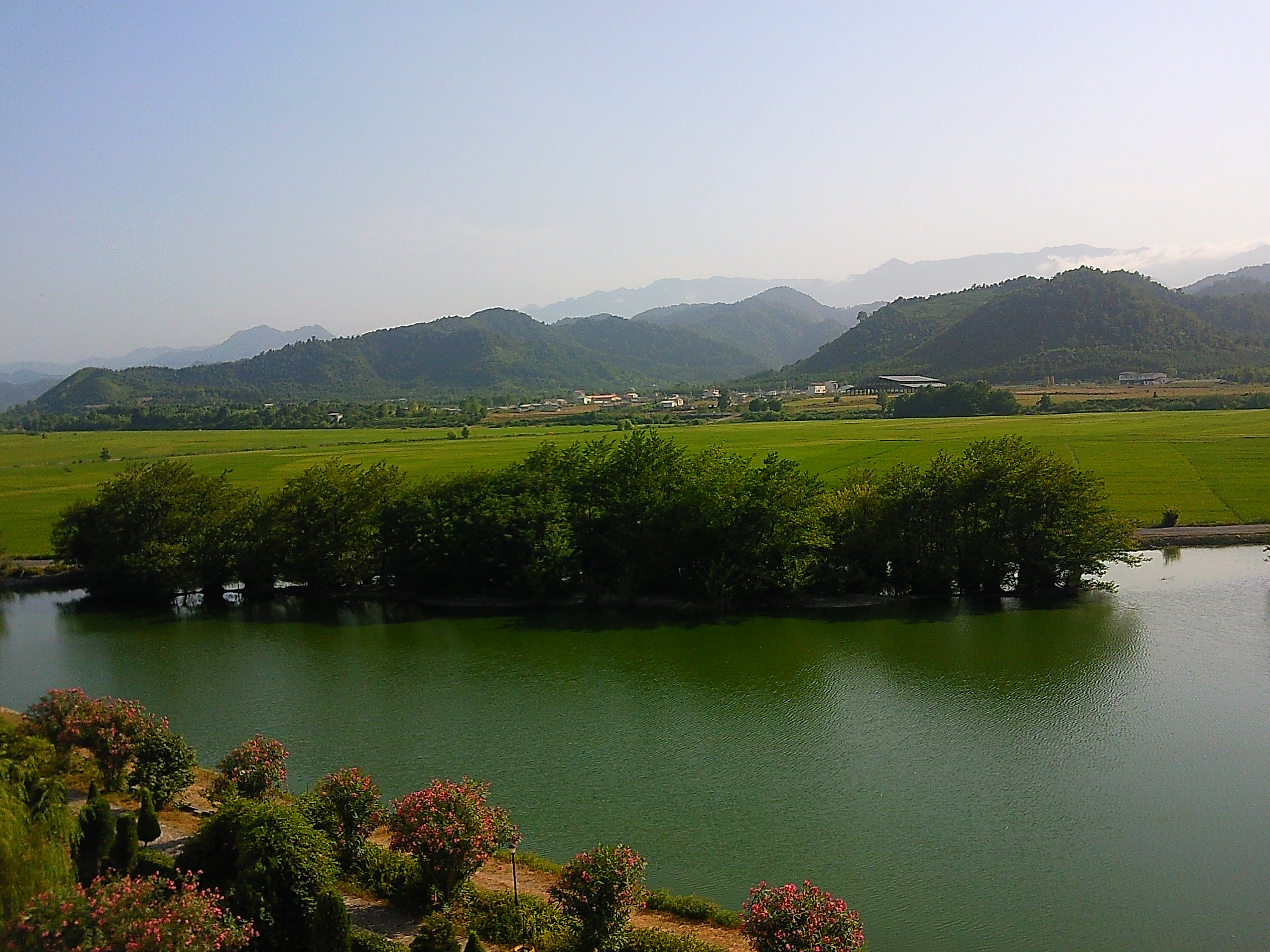
تالاب استیل
خانه‌ای روستایی در آستارا
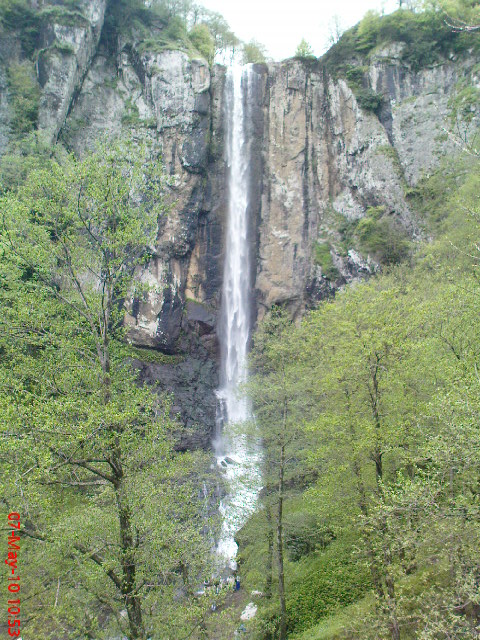
آبشار لاتون
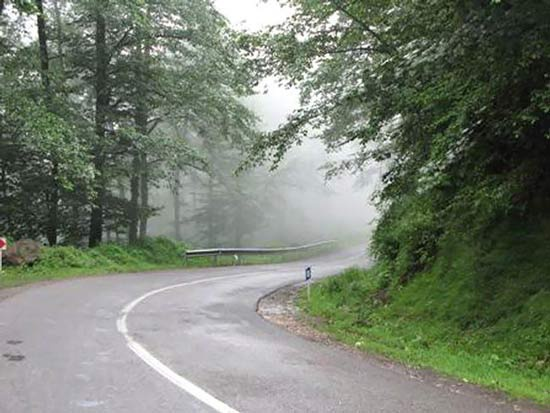
مسیر کوهستانی بهارستان

### اماکن تاریخی
- قلعه شیندان
- قلعه تک آغاج
- بقعه پیرقطب الدین
- بقعه شیخ تاج‌الدین محمود خیوی
- بقعه سیدمحمد دوست
- امامزاده ابراهیم و قاسم
- دبیرستان حکیم نظامی
- کتابخانه عمومی شماره یک آستارا
- مدرسه شهیدمدنی (به نام پیشین: مدرسه داریوش)
- مدرسه سنایی سیبلی
- طرق مظفری

### آثار تاریخی
اکنون قدیمی‌ترین بنای منطقه متعلق به دوره ایلخانی بوده و تعداد دیگر از آثار دوران صفویه و قاجاریه این بنای کهن را همراهی می‌کنند. شایان ذکر است که بناها و آثار دوران اسلامی منطقه شهرستان آستارا اکثراً شامل قبور قدیمی و بقاع و آرامگاه‌هایی هستند که در دامنه کوه‌ها و جنگل‌ها به صورت متروک و برخی بدون تاریخ و بنا واقع شده‌اند و از لحاظ فیزیکی وضعیت مناسبی ندارند.

### هتل
آستارا با دارا بودن ۱۳ هتل، ۹ هتل آپارتمان، هفت مهمانپذیر، ۲۶ واحد پذیرایی بین راهی، ۷۰۰ مسافر کاشانه، چهار کمپینگ با حدود ۴۶۶ سکو، ۱۶۹ کلاس درس که برخی از هتل‌های مشغول به فعالیت عبارتند از:
| ردیف | نام هتل                      | وب سایت                                                                                  |
| ---- | ---------------------------- | ---------------------------------------------------------------------------------------- |
| ۱    | هتل بین‌المللی اسپیناس(*****) | https://web.archive.org/web/20140517115526/http://espinashotels.com/fa/hotels-a-resorts/ |
| ۲    | هتل ایساتیس (***)            | http://www.esatishotel.com                                                               |
| ۳    | هتل ابوالفضل(***)            |                                                                                          |
| ۴    | هتل تتیس(***)                |                                                                                          |
| ۵    | مهمانسرای جهانگردی آستارا    | www.ittic.com/Reservation/default.aspx?tabid=۱۳۷۴                                        |
| ۶    | هتل وصلی                     |                                                                                          |
| ۷    | هتل خلیج فارس                |                                                                                          |
| ۸    | هتل بلال                     |                                                                                          |
| ۹    | هتل نژلا                     |                                                                                          |
| ۱۰   | هتل باران                    |                                                                                          |
| ۱۱   | هتل دریا                     |                                                                                          |
| ۱۲   | هتل سیدان                    |                                                                                          |
| ۱۳   | هتل جهانگردی                 |                                                                                          |
| ۱۴   | هتل کاج                      | به جز هتل‌های شماره(۱٬۲٬۳٬۴) مابقی دارای درجه‌بندی کمتر از سه ستاره هستند                  |

## مردم

### جمعیت
در سرشماری سال ۱۳۹۵ جمعیت شهرستان آستارا ۹۱٬۲۵۷ نفر (۲۸٬۷۴۲ خانوار) اعلام شد.
| مردان | سن           | زنان  |
| ----- | ------------ | ----- |
| ۱۵۷   | بالای ۸۵ سال | ۲۰۸   |
| ۳۱۷   | ۸۰–۸۴        | ۲۹۵   |
| ۴۸۴   | ۷۵–۷۹        | ۵۰۳   |
| ۵۸۹   | ۷۰–۷۴        | ۵۵۴   |
| ۶۹۴   | ۶۵–۶۹        | ۷۶۳   |
| ۱٬۱۳۹ | ۶۰–۶۴        | ۱٬۱۵۴ |
| ۱٬۷۳۵ | ۵۵–۵۹        | ۱٬۶۵۵ |
| ۲٬۲۱۶ | ۵۰–۵۴        | ۲٬۱۲۸ |
| ۲٬۵۰۳ | ۴۵–۴۹        | ۲٬۴۳۸ |
| ۳٬۳۳۱ | ۴۰–۴۴        | ۲٬۹۲۸ |
| ۳٬۳۹۰ | ۳۵–۳۹        | ۳٬۲۴۲ |
| ۴٬۲۰۰ | ۳۰–۳۴        | ۴٬۲۱۶ |
| ۴٬۹۳۰ | ۲۵–۲۹        | ۵٬۰۷۰ |
| ۴٬۳۱۸ | ۲۰–۲۴        | ۴٬۳۸۳ |
| ۳٬۵۶۱ | ۱۵–۱۹        | ۳٬۸۱۴ |
| ۳٬۲۲۶ | ۱۰–۱۴        | ۳٬۲۳۳ |
| ۳٬۲۸۶ | ۵–۹          | ۳٬۱۳۵ |
| ۳٬۵۱۴ | ۰–۴          | ۳٬۴۴۳ |

### زبان
در گذشته زبان تالشی در این شهرستان رایج بوده است؛ ولی هم‌اکنون زبان اکثر مردم آستارا زبان ترکی آذربایجانی می‌باشد.

## کشاورزی و دامداری

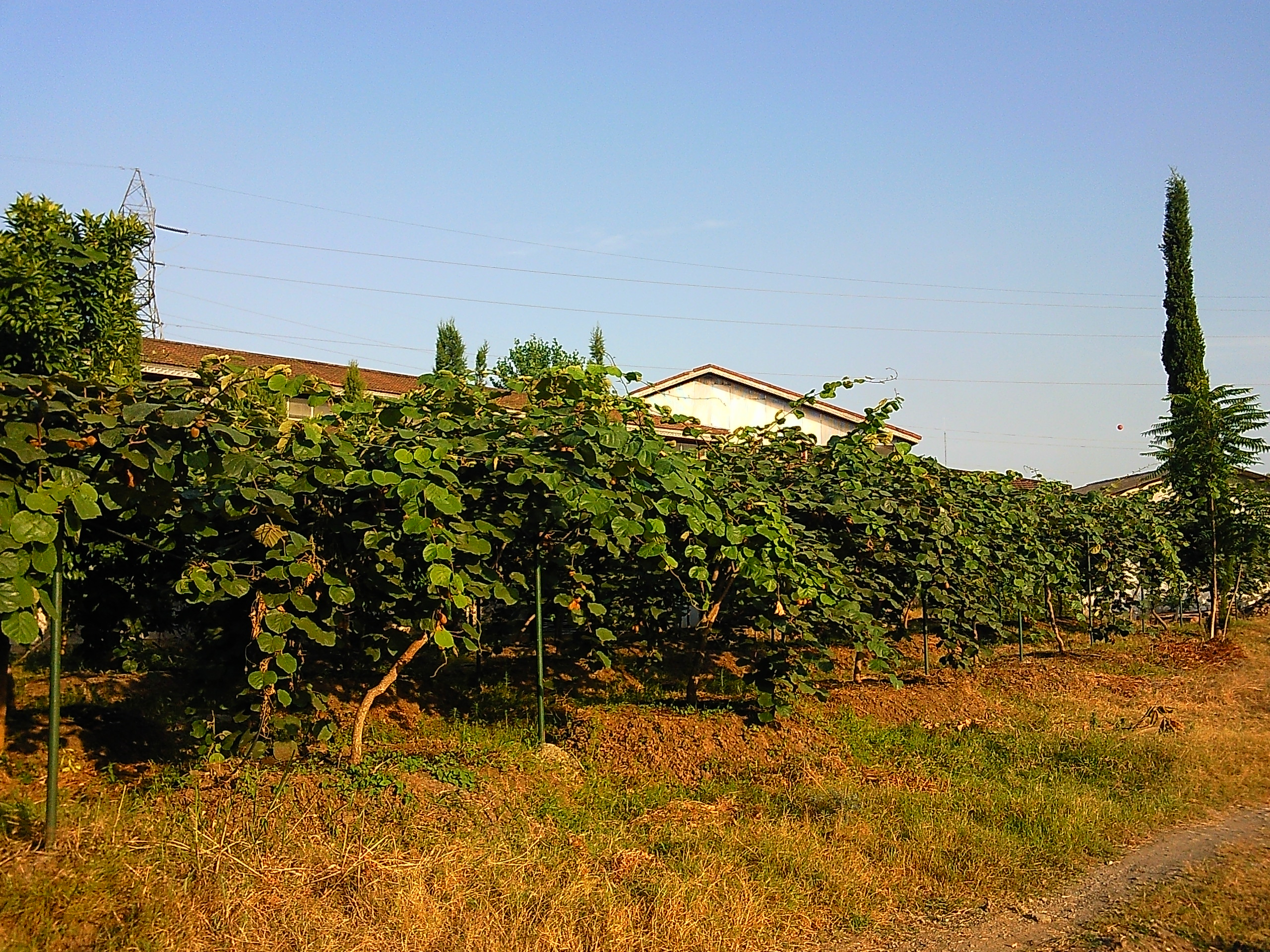
باغات کیوی آستارا از مهم‌ترین و معروفترین محصولات کشاورزی صادراتی

این شهرستان با توجه به شرایط ویژه اقلیمی از مناطق مستعد کشاورزی به‌شمار می‌آید و یکی از فعالیت‌های مهم مردم این شهرستان می‌باشد. از محصولات مهم کشاورزی آن می‌توان برنج، گندم، جو، ذرت، محصولات جالیزی و سبزیها را نام برد.. سطح زیر کشت این شهرستان۴۲۹۵۸ هکتار که برنج، سبزی و صیفی، مرکبات و میوه‌های دانه دار برداشت می‌شود.
در نتیجه کاشت برنج در شالیزارهای شهرستان آستارا، گمان بر این است که برخی ارقام برنج مانند رقم حسنی در اثر انتخاب سنتی توسط کشاورزان، از این شهرستان نشات گرفته‌اند. کاشت برنج در ۳۲۰۰ هکتار زمین و شالیکوبی در ۱۰ کارخانه برنجکوبی تولید به ۱۵۱۰۷ تن محصول در سال منجر می‌شود همچنین از ۳۰۰ هکتار زمین زیر کشت توتون هر ساله ۲۱۰ تن برگ سبز به دست می‌آید.
گندم نیز در ۳۹۸ هکتار کشت می‌شود و ۴۹۲ تن در سال محصول می‌دهد.
شهرستان آستارا به دلیل شرایط مناسب آب و هوایی برای کشت نباتات علوفه‌ای و برخورداری از مراتع برای دامپروری نیز مستعد است. در این شهرستان گوشت قرمز، گوشت مرغ، شیرو تخم مرغ و عسل تولید می‌گرددو انواع مختلف ماهی پرورش وصید و خاویار تولید می‌گردد.
از دیگر فعالیت‌های اقتصادی شهرستان زنبورداری است که از رونق زیادی برخوردار است و براساس آمارگیری از زنبورداران، در سالجاری مقدار ۲۵۸ نفر از اعضاء تعاونی زنبورداران شهرستان آستارا با ۳۷۵۰۹ کلنی زنبورعسل مقدار ۷۹۴ تن عسل به ارزش اقتصادی سی و پنج میلیارد ریال پرورش دادند.
وجود دریای خزر علاوه بر اینکه صید ماهی را رواج داده است موجب ایجاد کارخانجات صدف کوبی گردیده که در آن‌ها از صدف‌های اطراف ساحل، خوراک طیور تهیه می‌کنند
شهرستان آستارا از مراکز مهم کشاورزی در استان گیلان به‌شمار می‌رود که همه ساله بخش وسیعی از تولیداتی چون؛ برنج، کیوی، ازگیل، خرمالو، ذرت و گندم، علاوه بر عرضه در بازار مصرف داخلی به کشورهای حاشیه دریای خزر صادر می‌گردد.
نخستین باغ کیوی گیلان در شهرستان آستارا با ۲۲ سال قدمت در فضایی به مساحت دو هکتار معروف به 'باغ کیوی ماهوتی دایر شده است.
مرکز تحقیقاتی به منظور مطالعات کارشناسی ایجاد باغات کیوی در شمال و همه مناطق مستعد کشور در کنار قدیمی‌ترین باغ کیوی استان گیلان دایر می‌شود.
باغ کیوی برادران شیبانی به مساحت پنج هکتار در حومه آستارا هر ساله به تولید بیش از ۱۵۰ تن کیوی می‌پردازد.